# Vignoble de la Basse-Bourgogne

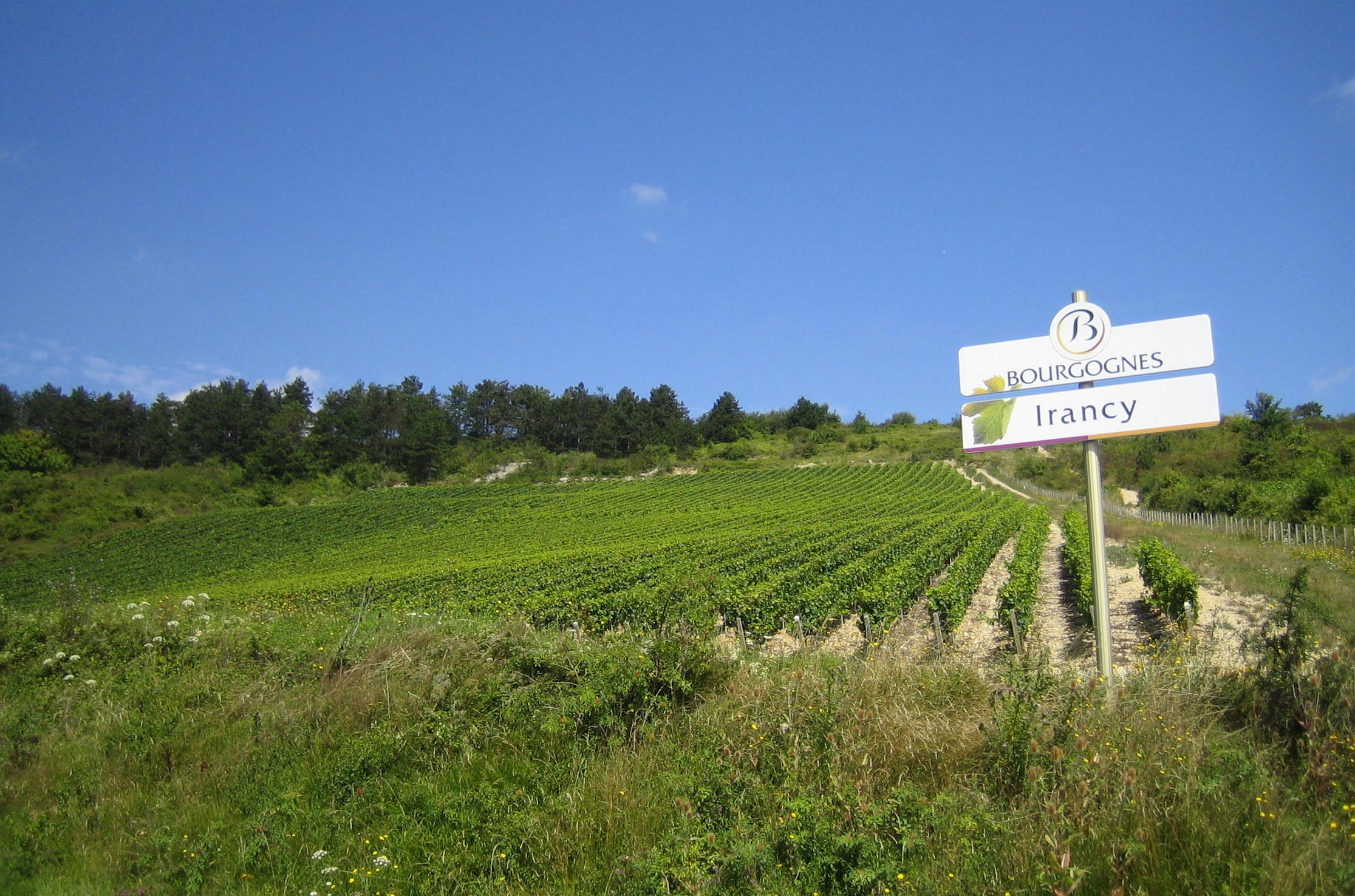
Les vignes près d'Irancy (août 2009).

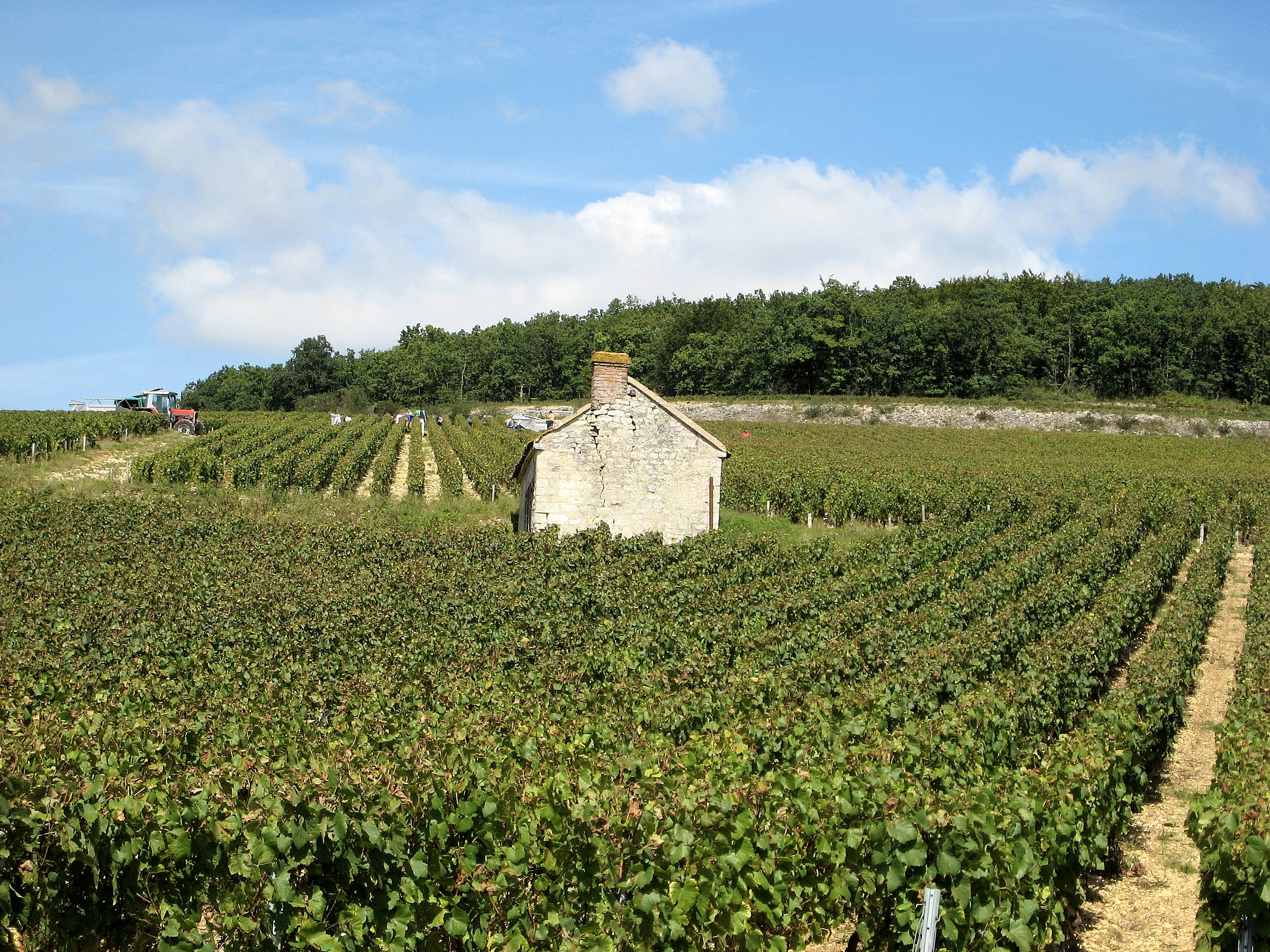
Les vendanges sur le Fourchaume, au nord de Chablis (début septembre 2009).

Le vignoble de la Basse-Bourgogne est une zone viticole qui correspond au département de l'Yonne, un des quatre départements de l'ancienne région Bourgogne. C'est une des subdivisions du vignoble de Bourgogne (avec la côte de Nuits, la côte de Beaune, la côte chalonnaise et le Mâconnais), ainsi que sa partie la plus septentrionale.
Le nom de « Basse-Bourgogne » est un peu péjoratif et démodé : les sites du BIVB lui préfère le nom de vignoble de Chablis et du Grand Auxerrois, le vignoble auxerrois proprement dit ne couvrant qu'une partie de cet ensemble ; quelques ouvrages préfèrent l'expression « vins de l'Yonne ».

## Appellations et dénominations

### Hiérarchie
Comme pour les autres départements du vignoble de Bourgogne, les 55 communes viticoles de l'Yonne se trouvent dans l'aire de production des six appellations régionales bourguignonnes (bourgogne, bourgogne aligoté, bourgogne-mousseux, coteaux-bourguignons, bourgogne-passe-tout-grains et crémant de Bourgogne). S'y rajoute l'IGP yonne, qui peut être produit sur tout le département.
Plusieurs communes ont droit à une dénomination géographique au sein de l'appellation bourgogne (elles ont le droit d'accoler leur dénomination à l'appellation bourgogne) : bourgogne chitry, bourgogne-côtes-d'auxerre, bourgogne côte saint-jacques, bourgogne coulanges-la-vineuse, bourgogne épineuil et bourgogne tonnerre.
Encore plus haut dans la hiérarchie des vins de Bourgogne, il y a cinq appellations communales, c'est-à-dire des AOC spécifiques à leurs petites zones : le saint-bris, l'irancy, le vézelay, le petit-chablis et le chablis, avec tout en haut de la hiérarchie un unique grand cru, le chablis grand cru.

### Répartition

Carte du Chablisien (en haut à droite, les subdivisions de la Basse-Bourgogne).

Du nord au sud, le vignoble de la Basse-Bourgogne est structurée en cinq subdivisions :
- le vignoble du Jovinien (vallée de l'Yonne autour de Joigny)[4] :
  - bourgogne côte saint-jacques ;
- le vignoble de l'Auxerrois (vallée de l'Yonne autour d'Auxerre)[5] :
  - bourgogne-côtes-d'auxerre ;
  - bourgogne chitry ;
  - saint-bris ;
  - irancy ;
  - bourgogne coulanges-la-vineuse ;
- le vignoble du Chablisien (vallée du Serein autour de Chablis)[6] :
  - petit-chablis ;
  - chablis ;
  - chablis grand cru ;
- le vignoble du Tonnerrois (vallée de l'Armançon autour de Tonnerre) :
  - bourgogne tonnerre ;
  - bourgogne épineuil ;
- et le vignoble du Vézelien (vallée de la Cure autour de Vézelay) :
  - vézelay.

L'ensemble de ces vignobles, à l'exclusion du Chablisien, a pris dernièrement le nom de « vignoble du Grand Auxerrois ».

## Géographie
Selon le service des Douanes, en 2024, le département de l'Yonne compte 791 producteurs (déclarant leur récolte) avec un total de 8 365 hectares de vignes (à comparer aux 13 332 ha en Saône-et-Loire et aux 9 982 ha de la Côte-d'Or). Sur ce total, 8 294 ha sont déclarés en AOC, 30 en IGP (ex « vin de pays ») et 41 en VSIG (« vin de France », ex « vin de table »).
Le volume de production a été en 2024 de 254 048 hectolitres (un hectolitre = 100 litres = 133 bouteilles de 75 cl) : une bien mauvaise année 2024,,,, comparée aux 564 875 hl de 2023. Cette production comprend 234 146 hl de vin blanc, 17 260 hl de rouge et 618 hl de rosé (sans compter les VSI, VCI et les produits non commercialisables).

### Encépagement
En 2023, l'encépagement du vignoble dans le département de l'Yonne était de :
- 79 % de chardonnay ;
- 13 % de pinot noir ;
- 4 % d'aligoté ;
- 2 % de sauvignon blanc ;
- 1 % d'autres (pinot gris, césar, etc.)[13].

### Hiérarchie des prix
Pour une comparaison entre les appellations, on peut prendre les prix pratiqués en vrac officiellement pour le calcul des fermages en 2024, qui fournissent une hiérarchie :
- en rouge :
  - 268 €/hl pour du coteaux-bourguignons rouge ;
  - 314 €/hl pour du bourgogne-passe-tout-grains ;
  - 510 €/hl pour du bourgogne rouge ;
  - 616 €/hl pour de l'irancy ;
- en blanc :
  - 242 €/hl pour du crémant de Bourgogne ;
  - 286 €/hl coteaux-bourguignons blanc ;
  - 290 €/hl pour du bourgogne aligoté ;
  - 297 €/hl pour du saint-bris ;
  - 361 €/hl pour du bourgogne blanc ;
  - 500 €/hl pour du petit-chablis ou du vézelay ;
  - 597 €/hl pour du chablis ;
  - 1 011 €/hl pour du chablis premier cru ;
  - 2 085 €/hl pour du chablis grand cru.

Les prix dans le commerce sont évidemment bien plus élevés, variant considérablement en fonction du nom du producteur.